# Гедихиум увенчанный
Гедихий короновидный, Имбирная лилия, Гедихиум венценосный, Гехидиум корончатый, Гедихиум увенчанный или цветок марипо́са (лат. Hedychium coronarium) — многолетнее травянистое растение рода Гедихиум семейства Имбирные (Zingiberaceae).

## Распространение
Происходит из Гималаев, распространен на территории Восточной Индии и Непала. Используется в декоративных целях в садоводстве, нередко вселяется в местные сообщества, в частности, интродукция закрепилась в Коста-Рике и других странах Латинской Америки, где вид встречается во влажных биотопах по берегам водоёмов, на окраинах дорог.

## Ботаническое описание

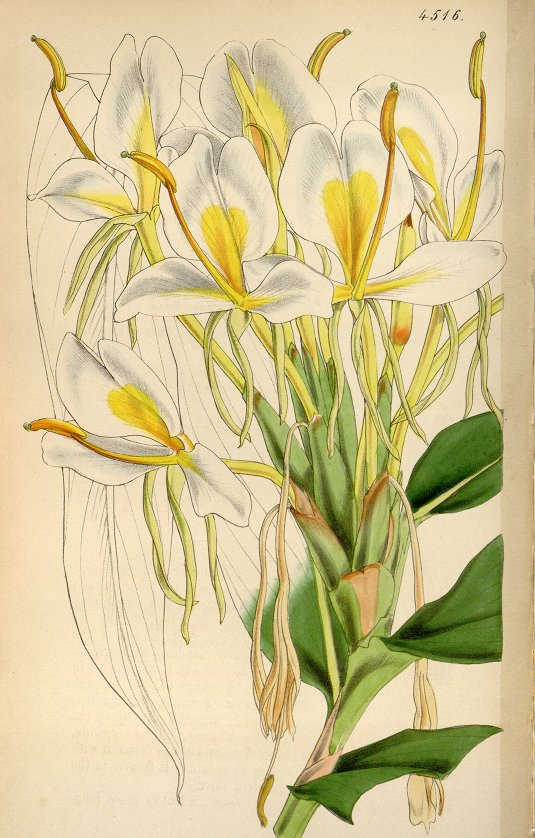
Ботаническая иллюстрация из Curtis's Botanical Magazine, том 76, 1850

Многолетние травы, растущие группами. Стебель может достигать в высоту 2 м, корневище крупное.
Листорасположение очерёдное. Сидячие листья достигают 20—30 см в длину при ширине 3—10 см, форма ланцетная с острым кончиком. Абаксиальная поверхность несёт опушение.
Цветёт круглогодично. Цветки на верхушке стебля образуют группу от одного до десяти цветков и более, торчат из крупных зелёных прицветников, сидящих внахлёст на эллипсовидном колосе 7—20 см высотой. Цветки источают приятный сладковатый аромат. Весь цветок снежно-белый, со временем становится кремово-жёлтым; трубка венчика тонкая, слабая до 9 см длиной. Как и у других имбирных, в составе цветка имеется только одна фертильная тычинка, остальные четыре преобразованы в стаминодии, два из них обратноланцетовидной формы, до 3,5—5,5 см длиной, а другие два срастаются, образуя губу. Губа с вырезом по краю в центре, немного длиннее прочих «лепестков», часто имеет желтовато-зелёное пятнышко в центре. Пыльник обёрнут вокруг полого столбика. Три же истинных лепестка очень узкие.
Семенная коробочка имеет продолговатую форму, оранжевая, содержит большое количество красных семян, покрытых оранжевой оболочкой.

## Значение и применение
Культивируется как декоративное растение, используется для получения ароматического масла.

### В символике
Цветок марипоса — символ Кубы. Белизна цветка трактуется как символ чистоты идеалов независимости, а также символ мира. Белый цвет также присутствует на национальном флаге Республики Куба.

## Таксономия
Hedychium coronarium J.König in Retzius, 1783 Observationes Botanicae 3: 73—74.
Синонимы
- Amomum filiforme Hunter ex Ridl.
- Gandasulium coronarium (J.Koenig) Kuntze
- Gandasulium lingulatum (Hassk.) Kuntze
- Hedychium chrysoleucum Hook.
- Hedychium coronarium var. baimao Z.Y.Zhu
- Hedychium coronarium var. chrysoleucum (Hook.) Baker
- Hedychium coronarium var. maximum (Roscoe) Eichler
- Hedychium gandasulium Buch.-Ham. ex Wall.
- Hedychium lingulatum Hassk.
- Hedychium maximum Roscoe
- Hedychium prophetae Buch.-Ham. ex Wall.
- Hedychium spicatum Lodd. nom. illeg.
- Hedychium sulphureum Wall. nom. inval.
- Kaempferia hedychium Lam. nom. illeg.